# Stosunki amerykańsko-fińskie

Położenie Stanów Zjednoczonych i Finlandii

Stosunki amerykańsko-fińskie – relacje międzynarodowe łączące Stany Zjednoczone i Finlandię.

## Historia

### Wojny napoleońskie – kontekst
Wojny napoleońskie oddziałały bezpośrednio na północną Europę, powodując poważne zmiany wewnątrzpolityczne oraz daleko idące przesunięcia granic państwowych. Szwecja i Dania – państwa istniejące wówczas w tym regionie – zostały włączone do walk zbrojnych do obozów przeciwnych i zapłaciły za to wysoką cenę. Jako część ówczesnego państwa szwedzkiego Finlandia stała się terenem długotrwałych walk i okupacji wojskowej. Ostatecznie przeszła w skład innego państwa – Rosji. 20 stycznia 1809 roku car Aleksander I zwołał na dzień 22 marca 1809 roku do miasteczka Porvoo Parlament Finlandii. Parlament zebrał się 25 marca, a cztery dni później Aleksander I wygłosił uroczystą przemowę z potwierdzeniem głównych obietnic i jej pisemny tekst wręczył przewodniczącemu stanu szlacheckiego (zawierał on deklarację poszanowania praw, obyczajów, pozycji dotychczasowej religii, wysokości podatków itd.). W deklaracjach tych użyto kilkakrotnie określenia „naród fiński”, co miało olbrzymie znaczenie – szczególnie w okresie odrodzenia narodowego. Dla Finów wprowadzenie tego określenia do historii było cennym nabytkiem.
W ciągu XIX wieku, poprzez wybuch rewolucji lutowej w Rosji, lata I wojny światowej i wybuch rewolucji październikowej miały miejsce zrywy narodowe, których ostatecznym wynikiem było ogłoszenie niepodległości Finlandii. Jednak niewielki i mało liczebny kraj tysiąca jezior swoje marzenia dotyczące uzyskania niepodległości musiał oprzeć na staraniach o względy mocarstw europejskich, dzięki którym mogła ona zaistnieć na arenie międzynarodowej. To od ich uznania bowiem zależało pojawienie się Finlandii (jako niezależnego państwa) na mapach świata.

### I wojna światowa

#### Finlandia przeciw krajom Europy
Sprawę polityki Stanów Zjednoczonych wobec Finlandii należy więc rozpatrywać w szerokim aspekcie sytuacji międzynarodowej I wojny światowej i próby unormowania sytuacji po jej zakończeniu. By ocenić tę kwestię trzeba by zastanowić się, w jaki sposób relacje między Stanami Zjednoczonymi a Rosją, Francją czy Wielką Brytanią oraz stanowisko Waszyngtonu wobec wrogiego obozu Państw Centralnych rzutowały na stosunek dyplomacji amerykańskiej do kwestii fińskiej. Wreszcie należałoby zadać pytanie, czy nowo powstający kraj mniejszy mógł odgrywać poważniejszą, nie podmiotową rolę w polityce wielkiego mocarstwa. Nie ulega wątpliwości, że amerykańska polityka wobec Finlandii nie może być rozpatrywana w oderwaniu od sytuacji międzynarodowej i zmian zachodzących w światowym układzie sił. Traktowanie zagadnień europejskich, działań i przebiegu I wojny światowej jako tła do rozważań o Finlandii i jej miejscu w amerykańskiej polityce wydaje się być konieczne. Nie można również zapomnieć o kontekście niemieckim, który w omawianym okresie jest szczególnie istotny. Przed wybuchem rewolucji rosyjskiej z 1917 roku nie istniała praktycznie żadna płaszczyzna polityczna w kontaktach między Helsinkami a Waszyngtonem. Było to spowodowane faktem, iż Stany Zjednoczone postrzegały Wielkie Księstwo Finlandii jako integralną część Imperium Rosyjskiego. W tym więc kontekście zainteresowanie mocarstwa nie istniało, dopóki bieg wydarzeń tego nie wymusił.

#### USA po rewolucji październikowej
Po rewolucji październikowej w Rosji USA – dotychczas państwo neutralne – wypowiada się po stronie Ententy. Zmiany w układzie sił wielkich mocarstw nie mogły pozostać bez wpływu na stosunek amerykańskich przywódców.
Kiedy w marcu 1917 roku Oskari Tokoi ogłasza, że wraz ze śmiercią cara Mikołaja II, wielkiego księcia Finlandii, ustały wszelkie prawne związki między tym krajem a Rosją, a władza w nim przeszła w ręce Senatu i Eduskunty, konsul amerykański Winship informował na bieżąco o tych sprawach Waszyngton. Stwierdził, że natychmiastowa i całkowita autonomia Finlandii, jeśli chodzi o jej sprawy wewnętrzne jest obecnie minimalnym żądaniem wszystkich fińskich partii politycznych, ale ostatecznie niepodległość będzie dla Finów rzeczą niezbędną. W kolejnej depeszy informował Waszyngton o przegłosowaniu uchwały 18 lipca 1917 roku, mówiącej o uniezależnieniu się Finlandii od Rosji we wszystkich aspektach, z wyjątkiem spraw polityki zagranicznej i kwestii wojskowych wynikających z potrzeb toczącej się wojny. Depesze te trafiały w próżnię. Przez całą wiosnę i lato 1917 roku Departament Stanu ani razu nie zajął stanowiska w kwestii fińskiej. Przedkładał ponad wszystko utrzymanie przez Rosję jedności, unikają jakichkolwiek posunięć, które mogłyby je osłabić w obliczu walk toczonych z Niemcami. Poza tym upadek reżimu carskiego w 1917 roku spowodował podjęcie starań o niepodległość nie tylko Finlandii, ale też Estończyków, Łotyszów, Litwinów, Polaków, Białorusinów, Ukraińców i narodów kaukaskich.
Patrząc z tej perspektywy Finlandia nie mogła być uważana za pierwszoplanowy element skomplikowanej sytuacji politycznej, militarnej i narodowościowej. W Finlandii Stany Zjednoczone na pewno nie widziały partnera ani pod względem gospodarczym, ani politycznym.

#### Fiński kryzys
Równolegle do tych wydarzeń powstał problem amerykańskich dostaw żywności dla Wielkiego Księstwa Finlandii. Wiosną 1917 roku fiński senat zamówił w USA, za pośrednictwem amerykańskiej firmy handlowej W.R. Grace & Company, 50 000 ton pszenicy. Amerykanie zażądali, aby Finlandia z góry zapłaciła za umówioną dostawę – jako jedyna spłaciła ona swoje długi bez niczyjej pomocy. Mimo tego Finowie nie doczekali się dostawy zboża. Amerykanie tak tłumaczyli zaistniałą sytuację (w nocie Hoovera do zastępcy sekretarza stanu Franka L. Polka);
- „Drogi Panie Polk, zgodnie z treścią naszej rozmowy, wstrzymałem cały eksport do Finlandii i zarekwirowałem dla Francuzów towary zakupione dla Finów. Musimy po prostu dokonać wyboru jednego z dwojga. Mamy zaledwie 20-dniowe zapasy pszennych artykułów spożywczych dla sojuszników”.

Finlandia znalazła się zatem w bardzo niekorzystnym położeniu i braku rozwiązania coraz poważniejszej sytuacji żywnościowej Wielkiego Księstwa. Trudną sytuacje potęgował fakt, iż Finlandii nie udzieliła pomocy żadna amerykańska organizacja porządkowa, jak np. Czerwony Krzyż. Jednocześnie transporty Amerykańskiego Czerwonego Krzyża docierały nadal do Rosji. Nastroje opinii publicznej były jednoznacznie negatywne. Fakt odmowy przysłania zboża, za które Wielkie Księstwo zapłaciło musiał być po prostu uznany za kradzież. Nie pozostawał na to obojętny także rząd. Daje temu wyraz raport z 3 grudnia 1917 roku wysłany ze Sztokholmu przez posła USA w Szwecji Irę N. Morrisa. Mówił on, że jeśli w najbliższych dniach z Ameryki nie przybędzie do Finlandii przynajmniej jeden statek z żywnością, to konsekwencje mogą być poważniejsze niż tylko „utrata twarzy” administracji prezydenta Wilsona. Nieco później padło też stwierdzenie, że jeśli USA zawiodą pokładane w nich nadzieje, to Finlandia nie będzie miała wyboru i postara się o dostawy z innych państw, np. z oferty Berlina.

#### Kwestia narodowa
W samej Finlandii utworzyły się trzy zasadnicze orientacje co do ostatecznego rozwiązania kwestii narodowej. Pierwszą z nich reprezentowali np. socjaldemokraci. Było to ugrupowanie skrajnie lewicowe, które uważało, że Finlandia uzyska niepodległość tylko przy bliskiej współpracy i pomocy rosyjskich sił rewolucyjnych. Z kolei zwolennicy tzw. Biernego oporu twierdzili, że ze strony Imperium Rosyjskiego określone koncesje narodowo- społeczne uzyskać mogą Finowie tylko na drodze debat oraz zmian parlamentarno-konstytucyjnych. Zwolennikiem tego nurtu był Juho Kusti Paasikivi – poseł parlamentu fińskiego, a od 1908 roku senator. Uważał on, że społeczeństwo fińskie całkowicie dojrzało aby uzyskać niepodległość. Jako jedyną formę rozwiązywania spraw małych społeczeństw uznawał dialog z państwami wielkimi. Trzecią grupę stanowili aktywiści, którzy byli przekonani, że właściwą niepodległość uzyska Finlandia tylko przy pomocy obcej siły zbrojnej, a więc przy wykorzystaniu międzynarodowej koniunktury politycznej i wojskowej. Liczono, że tej pomocy udzielą im Niemcy wilhelmowskie. Podążając za słowami Paasikivi, że „zmiany polityczne w Rosji mają niejednokrotnie znaczenie punktów zwrotnych w życiu narodu fińskiego i warunkują przesłanki do wielkich wydarzeń w naszej historii”. Szczególna uwagę należałoby poświęcić wybuchowi rewolucji 1917 roku w Rosji i wydarzenia, które stały się ich konsekwencją dla Finlandii. Bezpośrednią bowiem reakcją na wybuch rewolucji październikowej stało się ogłoszenie przez sejm, w ślad za tzw. deklaracją Svinhufvuda, w dniu 6 grudnia 1917 roku niepodległości kraju. „Niepodległa, demokratyczna Finlandia – głosiło pismo skierowane do Rady Komisarzy Ludowych – nie może stanowić ani przeszkody, ani niebezpieczeństwa dla narodu rosyjskiego, wprowadzającego obecnie w życie szlachetne zasady wolności narodów”. Po uznaniu niepodległości tego państwa przez Radę Komisarzy Ludowych nastąpiły podobne oświadczenia ze strony między innymi Niemiec, Szwecji i Francji.

##### Reakcje USA
Wydarzenie to, wydawać by się mogło, wymusiło na USA ustosunkowanie się do sprawy fińskiej. Waszyngton jednak wobec tego faktu przyjął postawę wyczekującą. Ambasador USA w Rosji, David Francis sądził, że USA nie mogą uznać Finlandii z przyczyn formalnych, tzn. zanim nie uczyni tego rosyjskie zgromadzenie konstytucyjne. Obawiał się, że gdyby Waszyngton uznał Finlandię, podobne żądania wysunie Ukraina, Syberia i inne prowincje rosyjskie. Nie widział jednak przeszkód by fińska delegacja (Kaarlo Ignatius) nie mogła odwiedzić Ameryki, by przedstawić swój punkt widzenia. Nalegał też by szybko wysłać do Finlandii mąkę, cukier i mięso, co z pewnością poprawiłoby wizerunek Ententy. Tak się jednak nie stało.
Właściwie Departament Stanu nie przyjmował żadnego stanowiska wobec kwestii fińskiej w tym czasie. Najtrafniej stanowisko USA wobec Finlandii wyrażają słowa do nothing (nie robić nic). Stany Zjednoczone nie widziały bowiem żadnych korzyści jakie mogłyby uzyskać w następstwie szybkiego udzielenia Finlandii pomocy ekonomicznej i oficjalnego uznania jej władz oraz nawiązania z nimi jakiegokolwiek dialogu.
Jeszcze po ratyfikowaniu przez Prezydium Rady Najwyższej Rosji Radzieckiej – 4 stycznia 1918 roku – decyzji o uznaniu niepodległości Finlandii, inicjatywy podjęcia próby nawiązania przez USA stosunków z państwem fińskim podjął konsul Thornwell Haynes, który w telegramie z 24 stycznia 1918 roku przekonywał, że
- „(…) natychmiastowe uznanie niepodległości Finlandii uchroniłoby nas od oszczerstw, jakoby bylibyśmy samochwalczymi obrońcami małych narodów, którzy poświęcają Finlandię, żywiąc bezowocne nadziej na uzyskanie kilku metrów francuskich okopów, za cenę kurczowego trzymania się rosyjskiego trupa”.

Nadal jednak te apele trafiały w próżnię.

##### Klimat polityczny Finlandii
W samej Finlandii atmosfera polityczna zaogniała się zatrważająco. Wybuchały strajki wywołane brakiem żywności, a zamieszki społeczne kończyły się coraz częściej zastosowaniem siły. Z końcem października 1918 roku delegacja organizacji związków zawodowych zachęcała do tworzenia Gwardii Czerwonej twierdząc, że „klasa burżuazyjna właśnie organizuje się gorączkowo i zbroi prawdopodobnie przeciwko robotnikom”. Groziło to poważnymi w skutkach zamieszkami. Dlatego też parlament upoważnił Senat 12 stycznia 1918 roku do rozpoczęcia działań, które by uporządkowały sytuacje w kraju. Kierownictwo nad tymi działaniami Svinhufvud powierzył generałowi Carlowi Gustowi Mannerheimowi. 21 stycznia Senat ogłosił formacje samoobrony oddziałami rządowymi. W czasie tych działań czerwonogwardziści zajęli centralne urzędy państwowe w Helsinkach. Przewodniczącym Rządu Rewolucyjnego Delegatury Ludowej został Kullervo Manner. Inni członkowie to między innymi Otto Ville Kuusinen, Yrjö Sirola i Oskari Tokoi. Z kolei w Vaasa uformowano rząd białej Finlandii, tzw. Senat w Vaasie. Delegatura Ludowa ogłosiła niebawem swoją deklarację programową (z 29 stycznia), w której nawoływała do masowego poparcia ruchu związkowego. Obiecano w niej wdrożenie szerokich reform społecznych. Jednak ich realizacja, jak pisano w deklaracji, wymagała wprowadzenia socjalizmu. Przywódcy czerwonej Finlandii chcieli stworzyć parlamentarną demokrację opartą na zasadzie suwerenności ludu. Front walk pomiędzy białymi a czerwonymi biegł przez południową Finlandię od Zatoki Botnickiej do Jeziora Ładoga. Zasadniczo walki trwały tylko dwa miesiące, lecz terror i obrachunki powojenne przeprowadzone przez obie strony konfliktu pochłonęły prawie 30 000 ofiar śmiertelnych, z których 25 000 pochodziło z obozu czerwonych. W tak trudnej sytuacji konieczne były próby podejmowane przez Finlandię uzyskania dostaw amerykańskiego zboża i jak najszybszego uznania jej niepodległości.

##### Próby negocjacji
3 stycznia 1918 roku fiński delegat dr Karlo Ignatius, przesłał do Departamentu Stanu dokument adresowany do Roberta Lansinga, w którym opisywał sytuację w Finlandii i prosił o wydanie licencji eksportowej na dostawę 40 000 ton żyta. Żadnych jednak konkretnych rozwiązań USA Finlandii nie zaproponowały. Ich zdaniem zboże nie mogło zostać wysłane, z powodu nie posiadania przez nich zapasów żywności, które mogłyby zostać przekazane. Nawet apele konsula Thornwella Haynesa nie sprowokowały żadnej reakcji Departamentu Stanu. Nie pomagały nawet argumenty mówiące o możliwości szybkiego uczynienia z nowego państwa przeciwwagi w regionie Europy północnej, jako dogodnego przyczółka dla prowadzenia handlu z Rosją. Departament Stanu nie zamierzał podejmować żadnych decyzji w sprawie Finlandii. Sytuacja pozornie uległa zmianie 19 stycznia, kiedy to ambasada Stanów Zjednoczonych w Londynie zawiadomiła Waszyngton, iż przedstawiciele rządu brytyjskiego i francuskiego zgodzili się, aby zboże trafiło wreszcie do Finlandii, ale w niewielkich partiach i odpowiednio rozdzielone w czasie. Po kilku dniach podjęto w tej sprawie decyzję, mówiącą o wysłaniu Finom dwóch statków z ośmioma tysiącami ton różnych towarów. Nie powzięto jednak żadnych kroków by taki transport zorganizować. Departament Stanu usprawiedliwiał ten fakt niedostępnością statków, którymi mogłaby żywność zostać przewieziona. Sytuacja skomplikowała się jeszcze bardziej, gdy szef Food Administration, Herbert C. Hoover, w ogóle sprzeciwił się udzieleniu pomocy Finom. Uznał, że nie byłaby ona zgodna z interesami USA związanymi z bezpośrednim zaangażowaniem się tego mocarstwa w działania zbrojne I wojny światowej. Marzec 1918 roku przyniósł pogłębienie niechęci USA wobec Finlandii i prawie całkowite zamrożenie wzajemnych stosunków.
Jeszcze w czasie trwania bratobójczych walk, przedstawiciele parlamentu proklamowanego Vaasie, Edward Hjelt i Rafael Erach (przebywający w Niemczech), przekazali 14 lutego pismo skierowane do niemieckich przywódców wojskowych z prośbą o ratunek dla swojego społeczeństwa. Niemcy bardzo chętnie przystali na tę prośbę. Inaczej jednak zareagował sam senat w Vaasie, który o niczym nie wiedział. Mannerheim zagroził nawet dymisją. Nie chciał on pomocy Niemców, uważając ją za bardzo niekorzystną dla samej Finlandii. Nie pomylił się. Już 7 marca 1918 roku Erach i Hjelt zmuszeni zostali mianowicie do podpisania trzech umów z Niemcami, nadzwyczaj dla swego kraju niedogodnych. Były to: traktat pokojowy, umowa o wymianie handlowej i żegludze morskiej oraz mające w utajnieniu zapewnienie, że Finlandia pokryje straty niemieckie, które ewentualnie powstaną w wyniku udzielenia jej pomocy wojskowej.
Czerwoni z kolei szukali sprzymierzeńca w Rosji. Lenin zresztą obiecywał im 10 000 karabinów i kilka armat, a także pomoc militarną, pod warunkiem jednak, że w Finlandii wybuchnie rewolucja, w wyniku której miała powstać republika robotnicza. Przedstawiciele Delegatury Ludowej Oskari Tokoi i Edward Gylling przeprowadzili pod koniec lutego rozmowy z rządem bolszewickim. Największe emocje wzbudziły propozycje Lenina co do przebiegu granicy wzdłuż Przesmyku Karelskiego. Na prośbę Finów zgodził się on jednak na przyłączenie Petsamo do Finlandii i obiecał zastanowić się nad możliwością późniejszego przekazania Wschodniej Karelii. Umowa została podpisana 1 marca 1918 roku, a na żądanie Lenina nazwano Finlandię socjalistyczną republiką. Rozstrzygnięcie wojny pomiędzy białymi a czerwonymi przyszło niebawem. Pomoc niemiecka dla białych nie była raczej rozstrzygająca, ale z pewnością skróciła walki o kilka tygodni. Główna formacja niemiecka Dywizja Bałtycka dowodzona przez generała Rüdigera von der Goltza, w sile około 9500 ludzi wylądowała na półwyspie Hanko 3 kwietnia. Inny oddział, liczący około 3000 żołnierzy, zszedł na brzeg w mieście Lovisa 7 kwietnia i dwa tygodnie później zdobył Lahti. Dywizja Bałtycka rozpoczęła szturm w kierunku Helsinek i weszła do miasta 12 oraz 13 kwietnia 1918 roku. Senat z Vaasy do Helsinek przybył 4 maja, a Mannerheim zorganizował w stolicy triumfalną paradę białych, która odbyła się 16 maja. Podpisane wcześniej układy, np. układ niemiecko-fiński z marca 1918 roku, niepokoiły Amerykanów. W jego wyniku bowiem włączono Finlandię w niemiecką strefę wpływów, zarówno pod względem ekonomicznym, jak i politycznym. Poza tym USA zdawało sobie sprawę, że sprawowanie kontroli nad Finlandią było potrzebne Niemcom po to, by mogli oni założyć swoje bazy wojskowe na dalekiej północy w pobliżu najważniejszych położonych tam portów morskich i tym samym uniemożliwić mocarstwom Ententy desant zbrojnych oddziałów. Reakcją na to wydarzenie było uzgodnienie, że nie powinno dojść do przekazania Finlandii jakichkolwiek partii żywności. 4 kwietnia Robert Dansing zawiadomił sztokholmskie poselstwo USA, że Departament Stanu nie jest skłonny podjąć działań wobec Finlandii. Kraj ten bowiem zaczynał jawić się wielkim mocarstwom, już nie jako państwo neutralne a raczej wątpliwe. Zaniepokojenie wzbudzała zwłaszcza rysująca się możliwość odcięcia przez oddział Dywizji Bałtyckiej kolejowych i telegraficznych, dzięki którym utrzymywano wciąż komunikację między placówkami dyplomatycznymi w Rosji.

#### Koniec wojny domowej
Po zakończeniu wojny domowej, poseł Morris informował Departament Stanu o niepokojącej sytuacji, w której zwolennicy opcji proniemieckiej całkowicie zdominowali scenę polityczną (np. kierownictwo resortu obrony powierzono von der Goltzowi). Wszystko wskazywało na ciągłe pogłębianie się uzależnienia armii fińskiej – a w konsekwencji fińskiego państwa – od Niemiec. Kiedy do Waszyngtonu zaczęły dochodzić pogłoski, iż Finowie pragną wprowadzić w swoim państwie ustrój monarchiczny, a koronę oddać w ręce księcia związanego z dynastią Hohenzollernów, nie dziwna wydaje się informacja Franka L. Polka skierowana do ambasadora Francisa dnia 8 kwietnia 1918 roku, traktująca o ty, że Departament Stanu nie jest gotów udzielić Finlandii pomocy żywnościowej. Tak więc rozwój stosunków amerykańsko-fińskich zależał od ostatecznego wyniku I wojny światowej. Trzeba też pamiętać, że w 1918 roku Waszyngton nie prowadził żadnych interesów w rejonie Morza Bałtyckiego – pewnie stąd brała się między innymi obojętność wobec Finów i ich problemów. Poza tym Finlandia nie przedstawiała dla USA większych korzyści politycznych czy też materialnych. Skoro więc nie można tu mówić o jakimkolwiek współpartnerstwie obu państw, być może usprawiedliwione są działania amerykańskie, a ściślej mówiąc ich brak. Inną sprawą jest, że Europa ogarnięta w tym czasie wojną stanowiła większy problem, który wymagał jak najszybszego rozwiązania. Departament Stanu interesował się doniesieniami napływającymi z Finlandii, tylko o tyle, o ile dotyczyły one umacniania się tam pozycji Niemiec i negatywnych konsekwencji, jakie ten fakt mógł nieść dla najważniejszego w owym momencie celu polityki zagranicznej USA – jak najszybszego, zwycięskiego zakończenia wojny. Wydawać by się mogło, że Finlandia w swej walce o uzyskanie niepodległości spóźniła się o kilka lat. Być może inaczej potoczyłyby się jej losy gdyby nie musiała walki o niepodległość prowadzić w okresie wojennym.
Pierwsze miesiące 1918 roku nie przyniosły więc zmian co do stanowiska USA co do spraw fińskich. Departament Stanu nie był gotów ani uznać niepodległości Finlandii ani wysłać jej żywności. W tym okresie najtrafniej opisuje politykę Stanów Zjednoczonych wobec Finlandii depesza Franka L. Polka z lipca 1918 roku skierowana do posła Morrisa: „Stany Zjednoczone są zainteresowane Finlandią tylko o tyle, o ile może być ona wykorzystana jako pionek w grze przeciwko Niemcom”. Waszyngton nie zastanawiał się nawet nad tym jak ułożyć stosunki amerykańsko-fińskie po zakończeniu wojny. Nie myślano w ogóle czy i jakie korzyści nawiązania takich kontaktów mogłyby przynieść. Nie chciano uznać Finlandii i traktować jej jako państwa odrębnego, lecz jako część wewnętrznej polityki rosyjskiej. Nie chcąc psuć stosunków z Piotrogrodem nie może dziwić niewielkie zainteresowanie sprawą fińską i niechęć do oficjalnego zajęcia jakiegokolwiek stanowiska, które mogłoby spowodować pogorszenie relacji amerykańsko-rosyjskich.
Właściwie jedynym człowiekiem, znającym bardzo dobrze sytuację państwa fińskiego i rzeczywiście się nią interesującym, a przy tym darzącym ten kraj sympatią był konsul Haynes. Dał temu wyraz w ostatniej części swojej analizy zatytułowanej „Czy poświęciliśmy Finlandii wystarczająco wiele uwagi?” Przekonywał on Stany Zjednoczone do korzyści, jakie ich kraj może uzyskać ze współpracy z tym krajem. Mówił między innymi: „A 3,5 miliona ludzi to jeszcze nie wszystko, co Finlandia znaczy. Istnieją tam, z geograficznego i militarnego punktu widzenia, możliwości, by poprzez jego terytorium Niemcy sięgali zarówno wybrzeża Morza Białego, jak i Bałtyckiego; tam właśnie zbiegają się przyszłe, dalekosiężne, zawiłe, mające wpływ na losy świata problemy tragicznego Wschodu, które mogłyby zostać o wiele łatwiej rozwiązane po myśli Ameryki i Ententy, mając Finlandię za przyjaciela”.
Tymczasem sytuacja w Finlandii wciąż się pogarszała, głód się rozszerzał, a Niemcy nie byli w stanie dostarczyć temu krajowi żywności. USA nie chciały jednak słyszeć o pomocy dla Finów, zwłaszcza gdy rząd fiński pozostawał już praktycznie pod całkowicie niemieckim wpływem i ciągle rosnącą okupacja sił nieprzyjacielskich. Apogeum ta beznadziejna wręcz sytuacja osiągnęła 27 sierpnia 1918 roku, kiedy to podpisano układ w Berlinie między niemieckim sekretarzem stanu w ministerstwie spraw zagranicznych, admirałem Paulem von Hintze, a przedstawicielem Rosji Radzieckiej, Adolfem A. Joffe. Postanowienia tego układu trafnie ocenia fińska prasa. Dziennik „Helsingin Sonomat” pisał wprost: „(…) Myśleliśmy w Finlandii, że Niemcy przyjaźnie odnoszą się do kwestii karelskiej i mówiono ze strony »króla macherów«, że Finlandia celem otrzymania tego kraju musi otrzymać księcia niemieckiego na króla. Obecnie wyjaśnia się, że Niemcy zawierali z Rosją traktat, w którym gwarantowali, iż Finlandia nie zrobi Rosji żadnych nieprzyjemności, i że wojska fińskie, celem realizowania działań niemieckich Karelii, wejdą do tego kraju, to Niemcy gwarantują, że wojska te natychmiast zostaną cofnięte do koszar. Inaczej. Niemcy nie byli przychylnie nastrojeni w stosunku do nas. Ale bardziej niebezpiecznymi były plany wmieszania Finlandii do wojny przeciw Entencie, co wyjawia nam dopiero teraz tajny traktat berliński. Niemcy przygotowywali wojska swe na terytorium fińskim, by napaść na Anglików na Murmanie, a obiecywali Sowietom użycie do tego wojsk fińskich. O tem rząd fiński nie wiedział nic. Inaczej mówiąc, Finlandia była uważana za wasala Niemiec. Jasnem jest, że wiadomości te wzbudziły u nas zdumienie i poczucie szykany”.

#### Klęska Niemiec w 1918
Punktem zwrotnym w relacjach fińsko-amerykańskich był październik 1918 roku – ostateczna klęska Niemiec. Wraz z ich klęską, klęskę poniosła również Finlandia, uznana przez Ententę za sojusznika Berlina. Mimo iż fińskie społeczeństwo już wcześniej zorientowało się co do prawdziwych zamiarów Niemiec, było już za późno. Teraz wszystko zależało od tego, jak rząd fiński ułoży sobie stosunku z rządami państw zwycięskich i czy uda się im zmienić w stosunku do siebie nastawienie. Priorytetową jednak sprawą było postaranie się o dostawy żywności. W zaistniałej sytuacji na plan dalszy musiały zejść próby starania się o uznanie przez Ententę niepodległości Finlandii. Można jednak było żywić nadzieję, iż w toku uporządkowywania spraw powojennej Europy, zwycięskie państwa staną w końcu przed koniecznością ustosunkowania się do sprawy Fińskiej.
26 października przybył do Europy Herbert Hoover, szef American Relief Administration (ARA), czyli pomocy żywnościowej państwom europejskim w trakcie i po I wojnie światowej, współpracownik prezydenta Woodrowa Wilsona oraz ekspert ekonomiczny. Wywarł Hoover znaczny wpływ na kształt powojennego świata. W pierwszej kolejności stworzył on ramy, w jakich funkcjonować miałby program pomocy dla krajów Europy. W tym celu podzielił on te państwa na pięć grup – wielkie mocarstwa, mali sojusznicy, państwa neutralne, państwa wrogie oraz niepewni. Finlandia uznana zaliczona została to grupy ostatniej. Ustalono, że zostanie jej udzielone „jakieś wsparcie”. Sam Hoover twierdził bowiem, że o Finlandię zadba najprawdopodobniej Szwecja. W tym wypadku Finlandia musiała czekać. Inaczej było ze sprawą pomocy dla Polski. Tam popularność Hoovera była związana właśnie z pomocą żywnościową i jego zaangażowaniem w sprawy gospodarczo-polityczne odradzającego się państwa. Polska mogła się pochwalić aktywnością tego polityka w kraju, a publicystyka ugruntowała na dobre przeświadczenie o propolskich zainteresowaniach Hoovera. Niestety nie mogła się tym pochwalić Finlandia. Choć w gruncie rzeczy obydwa państwa znajdowały się w podobnej sytuacji, na przychylność USA musiała jednak Finlandia jeszcze poczekać.
Hoover jednak coraz bardziej zaczął angażować się w sprawy fińskie, a spotkania z Holstim dawały nadzieje na pozyskanie potężnego sojusznika. 7 grudnia 1918 roku w czasie jednego z takich spotkań w Paryżu, szef ARA zapewnił, że Finlandia otrzyma dostawy pszenicy, cukru, tłuszczów i innych produktów ramach kredytu, który miał zostać przyznany przez USA. Holsti oświadczył, że za tę żywność Finowie gotowi są zapłacić natychmiast. Władze waszyngtońskie stwierdziły, że kwotą 8,5 mln dolarów zdeponowaną w nowojorskim banku nie może dysponować „nie uznawany rząd nie uznawanego państwa”. Z pomocą w rozwiązaniu tego problemu przyszedł Hoover, który zgodził się aby Finlandia płaciła za towary amerykański brytyjskimi funtami zgromadzonymi na kontach w bankach londyńskich, do czasu uregulowania swego statusu międzynarodowego.

#### Obrady w Wersalu
Nadszedł w końcu czas obrad paryskich, mających na celu uregulowanie spraw powojennej Europy. 22 stycznia 1919 roku za sprawą prezydenta Wilsona uznano, iż w przyszłości Finlandia nie będzie już częścią składową Rosji. Było to jednak uzależnione od tego czy Stany Zjednoczone będą miały na tę decyzję wpływ. Do zwołania takiej konferencji jednak nie doszło, gdyż rosyjscy biali odmówili debatowania przy wspólnym stole z bolszewikami. 27 stycznia Rada Dziesięciu postanowiła, że kwestia fińska będzie omawiana w Paryżu w kontekście spraw rosyjskich i to wtedy, gdy przyjdzie czas by się nią zająć. Politykę tę zresztą konsekwentnie prowadzono. Gdy bowiem Holsti w lutym 1919 roku rozmawiał ze współpracownikiem Wilsona – Henrym White’em, zapytał go, co może zrobić by przyśpieszyć moment dyplomatycznego uznania Finlandii. White odpowiedział: „Nothing just wait” (Nic, tylko czekać). Bardziej entuzjastycznie wyrażał się na temat przedstawicieli mocarstw i ich stosunku do małej Finlandii generał Manneheim: „Wszędzie spotykałem się z sympatią dla naszego kraju i życzeniami nawiązania na powrót stosunków, wyrastającymi z przekonania, że dzięki demokratycznym przedterminowym wyborom i powołaniu rządu reprezentującego większość społeczeństwa, Finlandia stworzy gwarancje prowadzenia w przyszłości polityki możliwej do przyjęcia dla Ententy. Ze swej strony dbałem o to, by politycy Ententy nie rozważali problemu fińskiego zbyt szczegółowo, tylko ogólnie. Sugerowałem, by zdali się na starania Finlandii, mające na celu reorientację jej polityki zagranicznej przy zachowaniu pełnej niepodległości”. Manerhein chciał również aby sprawa jego państwa nie była rozpatrywana w ramach konferencji pokojowej „(…)ponieważ państwo fińskie nie powstało w wyniku kryzysu światowego, ale miało, oparta na sześciu wiekach nieprzerwanej tradycji, ponad stuletnią ciągłość autonomicznego państwa z własna administracją”. W swych „Wspomnieniach” pisze również, że został opracowany 6-punktowy program, który uzyskał akceptacje brytyjskiego rządu. Punkty te mówiły o konieczności powołania rządu złożonego z osób nie przejawiających proniemieckiej orientacji, definitywną rezygnację z kandydatury księcia heskiego i nowe wybory parlamentarne przy najbliższej sposobności. Ustalono także, że niemieckie wojska i instruktorzy mieli opuścić Finlandię, a Francji należało stworzyć możliwość wysłania misji wojskowej w celu określenia zapotrzebowania na oficerów obcej narodowości, którzy obięli by zwolnione stanowiska instruktorskie. Za pośrednictwem lorda Hardinge of Penhurst Foreign Office potwierdziło, że jej niepodległość zostanie uznana dopiero po spełnieniu tych warunków. Dla uregulowania stosunków amerykańsko-fińskich najważniejsze były trzy pierwsze punkty. Trzeba również pamiętać, że w tym kontekście starania o uzyskanie swojej niepodległości podejmowano również u innych mocarstw Ententy jak wyżej wymienionych Wielkiej Brytanii i Francji. Wkrótce (marzec 1919 roku) zostały przeprowadzone wybory parlamentarne, w których zwyciężyła partia socjaldemokratów, nastawiona prorepublikańsko i przychylnie wobec mocarstw Ententy (80 mandatów w Eduskuncie. Na dalszych miejscach uplasowały się Unia Agrariuszy – 42 mandaty, Narodowa Partia Koalicyjna – 28 mandatów, republikańska Partia Postępowa – 26 mandatów, Szwedzka Partia Ludowa – 22 mandaty). Tym samym zostały spełnione niemal wszystkie warunki postawione przez państwa Ententy. Pozostawała jeszcze sprawa powołania nowego gabinetu ministrów wyłonionego spośród parlamentarnej większości. Mimo tego, jeszcze 12 kwietnia 1919 roku opracowano nowy projekt, w którym wspomniano jedynie o uznaniu de facto rządu fińskiego. Pominięto w ogóle kwestię uznania Finlandii za suwerenne państwo. Nie o to rządowi fińskiemu chodziło.

#### Utworzenie rządu Finlandii
17 kwietnia zaprzysiężony został rząd Finlandii. Kiedy więc 25 kwietnia Holsti znalazł się w Paryżu, udał się do Hoovera stwierdzając, że należy natychmiast zwrócić się do prezydenta Wilsona z prośbą o uznanie rządu sprawującego władzę w Helsinkach. O północy z 25 na 26 kwietnia Hoover poinformował Holstiego, że prezydent USA zaakceptował przedstawione mu sugestie. Zaakceptowała je także Wielka Brytania, a trochę później – 3 maja – rząd Francji poinformował Helsinki, iż serdecznie popiera inicjatywę amerykańską w sprawie uznania niepodległości Finlandii przez główne mocarstwa zachodnie. Ostatecznie, bez dodatkowych warunków reprezentanci mocarstw przyjęli, że:
„1) rządy Stanów Zjednoczonych Ameryki i Wielkiej Brytanii bezzwłocznie, indywidualnie uznają niepodległość Finlandii i jej rząd de facto;
2) po uznaniu niepodległości Finlandii i mianowaniu oficjalnych przedstawicieli dyplomatycznych, rządy Ameryki, Wielkiej Brytanii i Francji poinstruują swoich reprezentantów, by ci nalegali na to, żeby rząd fiński zaakceptował decyzje konferencji pokojowej w odniesieniu do granic Finlandii. Ponadto rząd fiński będzie nakłaniany, żeby potraktował czerwonych Finów, którzy walczyli wspólnie z aliantami, w duchu wyrozumiałości i wielkoduszności, obejmując ich amnestią;
3) minister Makino bezzwłocznie zakomunikuje swojemu rządowi o podjęciu powyższych decyzji z nadzieją, że podejmie on podobne działania”.
Kiedy 10 maja 1919 roku mieszkańcy Helsinek dowiedzieli się o tym, że USA uznały niepodległość ich kraju, w dowód wdzięczności wypełnili amerykański konsulat niezliczonymi bukietami kwiatów. 22 grudnia na ląd w Turku zszedł uroczyście witany przez kompanię honorową Manerheim. „Szczęśliwy traf sprawił, że tego samego dnia, w którym zszedłem na ląd w porcie Turku, nadszedł pierwszy ładunek zboża”.

### II wojna światowa
30 czerwca 1944 Stany Zjednoczone zerwały stosunki dyplomatyczne z Finlandią z powodu współpracy Finlandii z III Rzeszą.
Stosunki dyplomatyczne wznowione zostały 1 września 1945.